# Kelowna-Lake Country-Coldstream (circonscription britanno-colombienne)
Circonscription électorale provinciale du Canada
Kelowna-Lake Country-Coldstream est une circonscription provinciale de la Colombie-Britannique représentée à l'Assemblée législative de la Colombie-Britannique depuis 2024.

## Géographie
En 2024, la circonscription représente une partie du territoire du district régional de Central Okanagan et du district régional de North Okanagan sur la rive est du lac Okanagan. La circonscription inclut une partie de la ville de Kelowna à l'est de la route 97 et au nord de la route 33 (incluant la moitié nord de la communauté de Rutland (en)), ainsi que les municipalités de Lake Country et de Coldstream.

## Liste des députés
| Législature                                                                                      | Années                                                                                           | Député                                                                                           | Député                                                                                           | Parti                                                                                            |
| Kelowna-Lake Country-Coldstream Circonscription issue de Kelowna-Lake Country et Vernon-Monashee | Kelowna-Lake Country-Coldstream Circonscription issue de Kelowna-Lake Country et Vernon-Monashee | Kelowna-Lake Country-Coldstream Circonscription issue de Kelowna-Lake Country et Vernon-Monashee | Kelowna-Lake Country-Coldstream Circonscription issue de Kelowna-Lake Country et Vernon-Monashee | Kelowna-Lake Country-Coldstream Circonscription issue de Kelowna-Lake Country et Vernon-Monashee |
| ------------------------------------------------------------------------------------------------ | ------------------------------------------------------------------------------------------------ | ------------------------------------------------------------------------------------------------ | ------------------------------------------------------------------------------------------------ | ------------------------------------------------------------------------------------------------ |
| 43e                                                                                              | 2024–en cours                                                                                    |                                                                                                  | Tara Armstrong (en)                                                                              | Conservateur                                                                                     |